# Xenia (Film)
Xenia (Alternativtitel: Xenia – Eine neue griechische Odyssee; griechisch Ξενία, Xenia) ist ein griechischer Film von Panos H. Koutras. Der Film hatte seine Premiere in der Reihe „Un Certain Regard“ der Internationalen Filmfestspiele von Cannes 2014. Der Kinostart in Deutschland war am 15. Januar 2015.

## Handlung
Die Brüder Danny und Ody sind grundverschieden: Während der 18-jährige Ody geerdet und reif ist und sich in Athen trotz seiner albanischen Herkunft eine Existenz aufgebaut hat, ist der 16-jährige Danny sprunghaft, abenteuerlustig, schwul und wohnt noch bei der Mutter auf Kreta. Als die Mutter stirbt, will Danny bei Ody in Athen unterkommen, um sich dort ins Nachtleben zu stürzen. Nach einem nächtlichen Zwischenfall beschließen die beiden, ihren lange verschollenen, wohlhabenden Vater zu suchen, der sich angeblich in Thessaloniki aufhalten soll. Dort angekommen, stoßen sie auf das Casting für den Gesangswettbewerb „Superstar“. Ody hat die Hoffnung, endlich seinen Traum von der Musikerkarriere zu verwirklichen.

## Kritik
Der Film erhielt überwiegend positive Kritiken. Bei Rotten Tomatoes sind 85 Prozent der Kritiken positiv bei insgesamt 13 Kritiken. Der Filmdienst urteilt: „Behutsam schildert der Film die schrittweise Annäherung zweier grundverschiedener Brüder, von denen der Ältere die Rolle eines Ersatzvaters übernimmt und durch seine Zuwendung die seelischen Verletzungen des Jüngeren heilt.“

## Auszeichnungen
Der Film gewann beim Chicago International Film Festival 2014 den Q Hugo Award sowie beim Gijón International Film Festival 2014 den Special Jury Award. Beim Filmfest Hamburg 2014 erhielt er eine Nominierung für den politischen Filmpreis der Friedrich-Ebert-Stiftung. Bei den Hellenic Film Academy Awards 2015 bekam der Film 15 Nominierungen und wurde u. a. in den Kategorien Bester Film, Beste Regie, Bester Nebendarsteller (Aggelos Papadimitriou) und Bestes Drehbuch ausgezeichnet.